# كريستير يوهانسون
كريستير يوهانسون (بالسويدية: Christer Johansson)‏ هو لاعب تنس الطاولة سويدي، ولد في 10 ديسمبر 1944 في إسكيلستونا في السويد.